# Jurinea neicevii
Jurinea neicevii là một loài thực vật có hoa trong họ Cúc. Loài này được (Kožuharov) Greuter mô tả khoa học đầu tiên năm 2003.